# Mars bar party
Et Mars bar party er et slangudtryk for en seksuel handling, hvor en Marsbar spises, eller med munden hives ud af vagina eller anus. Et Mars bar party involverer dermed en type oralsex.
Sandsynligvis stammer termen fra en myte fra 1977 om Mick Jagger, Keith Richards, ifølge hvilken disse og adskillige andre, blev taget i at deltage i et Mars bar party med Marianne Faithfull. I sin selvbiografi afviser Faithfull på det kraftiste historien, og nævner "The Mars bar was a very effective piece of demonizing ... A cop's idea of what people do on acid!".
Nogle mener, at ud over eksistensen af denne populære myte, er selve praktiseringen af Mars bar party en myte. Dog kendes begrebet "Marskusse" fra prostitutionsmiljøet i 1980ernes København. Her anvendte kvindelige prostituerede ofte en Marsbar til at indsmøre vagina inden kundens udførelse af cunnilingus, hvilket også kaldes 'amerikansk' (jf. 'dansk').
En britisk sundhedsplejerskes besvarelse af et spørgsmål fra en tiårig elev, vedrørende "Mars bar parties" i seksualundervisningen på Highfield Primary School i Leeds, gav anledning til debat i Storbritannien. Det daværende skyggekabinets sundhedsminister, David Blunkett, beskrev hendes handling som "upassende". Den efterfølgende høring rensede sundhedsplejersken, der fik lov at vende tilbage til skolen.
Danmarks Radios B&U redaktion blev genstand for kritik fra politisk hold, da man i 1987 i en Børneradio udsendelse, omtalte oralsex, herunder "marskusse", hvilket indgik i en sketch med Heavyhenning og Jens Andergren.